# ジェームズ・メイナード
ジェームズ・メイナード（James Maynard, 1987年6月10日 - ）はイギリスの数学者。解析的整数論、特に素数の理論を専門としている 。2017年、オックスフォード大学の研究教授(Research Professor)に任命された。現在、セント・ジョンズ・カレッジ (オックスフォード大学)のフェローである。2022年、フィールズ賞を受賞。

## 経歴
メイナードは、イギリスのチェルムスフォードにあるエドワード6世グラマースクールに通学した。2009年にケンブリッジ大学のクイーンズ・カレッジで学士・修士課程を送った後、2013年にベリオール・カレッジ (オックスフォード大学)で、ロジャー・ヒース＝ブラウンの指導の下博士号を取得した。モードリン・カレッジ (オックスフォード大学)にて、考査を通過しフェローとなった。
2013年から翌年の間、メイナードはモントリオール大学のCRM-ISMポスドク研究員だった。
2013年11月メイナードは、素数間の隔たりの境界性に関する張益唐の定理に、異なる証明を与え、任意の{\displaystyle m}に対し、{\displaystyle m}個の素数の組のうち隔たりが有界であるものが無数に存在することを示すことで懸案の問題を解決した 。この成果は、ハーディ・リトルウッドの{\displaystyle m}-タプル予想の進展と見ることができる 。この予想は、許される{\displaystyle m}-タプルの正の割合が、各々の{\displaystyle m}に対し素数{\displaystyle m}タプル予想を満足することを確立するものである。メイナードのアプローチは、{\displaystyle n}番目の素数を意味する{\displaystyle p_{n}}を用いて、上界を与えた。
{\displaystyle \liminf _{n\to \infty }\left(p_{n+1}-p_{n}\right)\leq 600}
Polymath8Projectにより既存の最良の境界を著しく改善した。言い換えると、メイナードは「隣り合った素数の組には隔たりが600以下のものが無数に存在する」ことを示した。その後、Polymath8bが創設され、共同研究によりこの間隔は246まで下げられたと2014年4月14日にPolymath projectで発表があった。さらに、エリオット・ハルバースタム予想を仮定すると間隔は12まで、予想の一般形を仮定すると間隔は6まで下げられることがPolymath Projectウィキで述べられている。
2014年8月、メイナードは（ケヴィン・フォード、ベン・グリーン、セルゲイ・コンヤギン、テレンス・タオとは独立に）、エルデシュにより提出された、素数間の大きな間隔に関する未解決の問題を解決し、エルデシュが個人的に設けた賞（通称、エルデシュ賞）を受賞した（賞金額は過去最高の1万ドル）。
メイナードは、2014年にSASTRAラマヌジャン賞を、2015年にホワイトヘッド賞を、2016年にヨーロッパ数学会賞を受賞した。
2016年、メイナードは0から9までの任意の数字に対して、その数字を含まない素数(ただし素数は10進数で表示する)が無限に存在することを示した。
2019年、メイナードはディミトリス・コウコウロポウロスと共同で、ダフィン・シェーファー予想を証明した。
2020年、メイナードはトマス・ブルームと共同で、二乗差なし集合に対して最もよく知られていた境界値を改善し、二乗差なし集合{\displaystyle [N]}の任意の部分集合{\displaystyle A}のサイズの上限値は、ある定数{\displaystyle c>0}に対して{\displaystyle {\frac {N}{(\log N)^{c\log \log \log N}}}}であることを証明した
。
2022年、「解析的整数論における貢献、すなわち、素数の構造の理解およびディオファントス近似における大きな進歩を導いたこと」に対して、フィールズ賞がメイナードに贈られた。

## 人物
メイナードは1987年6月10日、イギリスのチェルムスフォードで誕生した。妻のエレナー・グラント(Eleanor Grant)は医師である。